# 57-es főút
57-es főút (ötvenhetes főút, ungarisch für ‚Hauptstraße 57‘) ist eine ungarische Hauptstraße. Sie nimmt in Mohács an der 56-os főút ihren Ausgang und führt in westlicher Richtung, dabei Bóly im Norden passierend, und durch Szederkény und Kozármisleny (deutsch: Mischlen) nach Pécs (deutsch: Fünfkirchen), wo sie den 58-as főút kreuzt und westlich der Stadt in den 6-os főút mündet. Die Autobahn Autópálya M60 verläuft weitgehend parallel zur Straße. Die Gesamtlänge beträgt 44,5 Kilometer.